# Jorge Antonio Ruedas de la Serna
Jorge Antonio Ruedas de la Serna (1945,Ciudad de México - 4 de junio de 2018) fue un investigador y profesor mexicano de la Facultad de Filosofía y Letras de la Universidad Nacional Autónoma de México (FFyL-UNAM). Sus investigaciones versan en torno a la literatura mexicana, la brasileña y sus posibles relaciones.

## Trayectoria
Ruedas de la Serna estudió la licenciatura en la FFyL-UNAM, obteniendo el grado en Letras Españolas en 1968. Obtuvo la maestría en letras Mexicanas en 1986 en esa misma institución e hizo el doctorado en Teoría Literaria y Literatura Comparada en la Universidad de São Paulo, Brasil, titulándose en 1992. En la UNAM es profesor investigador titular C de tiempo completo definitivo desde 2002. También pertenece al Programa Primas al Desempeño del Personal Académico de Tiempo Completo (PRDE) donde tiene el nivel "D" y es miembro con nivel III del Sistema Nacional de Investigadores.
Su principal línea de investigación se refiere a la corriente literaria llamada acardismo luso-brasileño y mexicano, teniendo buena acogida en México, en Brasil y en otros países. Por ejemplo en el libro História da literatura brasileira, de la brasilianista italiana Luciana Stegagno Picchio, se menciona el libro Arcadia: Tradiҫão e mudanҫa de Ruedas como una de las “obras fundamentales” en esa temática. Otra línea de investigación de Ruedas es sobre el poeta mexicano José Juan Tablada.

## Obras
- 1985 - Los orígenes de la visión paradisíaca de la naturaleza mexicana. México. UNAM
- 1995 - Arcádia: tradição e mudança. São Paulo, Editorial da Universidade de São Paulo (EDUSP), 1995. 179

- 1995 - Arcadia portuguesa. Selección, traducción, prólogo y notas de Jorge Ruedas de la Serna. México, Consejo Nacional para la Cultura y las Artes (CONACULTA). (Colección "Cien del Mundo")
- 2002 - Marilia de Dirceo de Tomás Antonio Gonzaga. Traducción, edición, prólogo y notas de Jorge Ruedas de la Serna. Presentación de Antonio Cándido. Coedición del Fondo de Cultura Económica, México, y de la Editorial de la Universidad de São Paulo, Brasil. México.
- 2003 -  História e literatura. Homenagem a Antonio Candido (Organizador y co-autor). São Paulo, Universidade Estatal de Campinas Imprensa Oficial do Estado de São Paulo / Memorial da América Latina

## Premios y reconocimientos
- 2004 - Premio Jabuti (“Menção de Honra”), en la categoría de Teoría y Crítica Literaria por el libro História e literatura. Homenagem a Antonio Cándido[3]